# Llista d'alcaldes de la Garriga
Llista d'alcaldes de la Garriga:

- Marc Rosselló de Vall (1521-1521)[2]

...
- Jaume Caselles (1539)[2]

...
- Joan Pau de Vilanova de Rosselló, nomenat el 1655.[3]

...
- Francesc de Rosselló i Draper (1809)

...
- Tomàs Bosch (1848-1850)

...
- Tomàs Bosch (1857-1859)

...
- Josep de Rosselló i Puig (1865-1868)

...
- Josep de Rosselló i Puig (1887-1890)[4]

...
- Salvador Dachs i Pous (1897-1898)
- Lluís Plandiura i Miquel (1898-1899)
- Joan Bellavista i Mas (1899-1902)
- Josep de Rosselló i Puig (1902-1909)
- Tomàs Nualart i Bosch (1909-1910)
- Josep Iglésias i Martí (1910-1914)
- Josep Dalmau i Mas (1914-1918)
- Josep Iglésias i Martí (1918-1922)
- Lluís Plandiura i Miquel (1922-1923)
- Ramon Rocafort i Carreras (1923-1924)
- Lluís Plandiura i Miquel (1924-1930)
- Carles de Rosselló i Roig (1930-1931)
- Lluís Viñas i Galbany (1931-1934)
- Esteve Rocafort i Roig (1934-1936)
- Gastó Comère i Poupée (1936-1936)
- Leopold Latorre i Pérez (1936-1937)
- Frederic Freixa i Mir (1937-1938)

| # | Imatge | Alcalde                        | Inici mandat           | Fi de mandat           | Partit polític                  | Partit polític                       |
| - | ------ | ------------------------------ | ---------------------- | ---------------------- | ------------------------------- | ------------------------------------ |
|   |        | Esteve Boget i Torn            | 4 de febrer de 1939    | 7 d'abril de 1940      |                                 | Dictadura franquista                 |
|   |        | Lluís Fortuny i Fauria         | 7 d'abril de 1940      | 24 de juliol de 1940   |                                 | Dictadura franquista                 |
|   |        | Joan Reig i Viñas              | 24 de juliol de 1940   | 19 de novembre de 1949 |                                 | Dictadura franquista                 |
|   |        | Ramon Dachs i Dachs            | 19 de novembre de 1949 | 6 de maig de 1955      |                                 | Dictadura franquista                 |
|   |        | Joaquim Fàbregas i Artigas     | 6 de maig de 1955      | 1958                   |                                 | Dictadura franquista                 |
|   |        | Francesc Jubany i del Castillo | 1958                   | 7 d'agost de 1970      |                                 | Dictadura franquista                 |
|   |        | Joaquim Cuspinera i Llanas     | 7 d'agost de 1970      | 24 d'octubre de 1975   |                                 | Dictadura franquista                 |
|   |        | Pere Surigué i Dalmau          | 24 d'octubre de 1975   | 9 d'abril de 1979      |                                 | Dictadura franquista                 |
|   |        | Núria Albó i Corrons           | 19 d'abril de 1979     | 9 de juny de 1987      |                                 | Partit dels Socialistes de Catalunya |
|   |        | Alfred Vilar i Serra           | 30 de juny de 1987     | 24 de maig de 2003     |                                 | Convergència i Unió                  |
|   |        | Miquel Pujol i Jordà           | 4 de juny de 2003      | 26 de maig de 2007     |                                 | Esquerra Republicana de Catalunya    |
|   |        | Meritxell Budó i Pla           | 16 de juny de 2007     | 27 de març de 2008     |                                 | Convergència i Unió                  |
|   |        | Neus Bulbena i Burdó           | 27 de març de 2008     | 21 de maig de 2011     |                                 | Partit dels Socialistes de Catalunya |
|   |        | Meritxell Budó i Pla           | 11 de juny de 2011     | 23 de març de 2019     |                                 | Convergència i Unió                  |
|   |        | Jordi Pubill i Sauquet         | 23 de març de 2019     | 15 de juny de 2019     | Partit Demòcrata Europeu Català |                                      |
|   |        | Dolors Castellà i Puig         | 15 de juny de 2019     | 17 de juny de 2023     |                                 | Esquerra Republicana de Catalunya    |
|   |        | Meritxell Budó i Pla           | 17 de juny de 2023     | En el càrrec           |                                 | Junts per la Garriga                 |